# 이케다 시게아키
이케다 시게아키(일본어: 池田 成彬, 1867년 8월15일~1950년 10월 9일)는 일본 제국의 정치인이다.

## 생애
1867년 8월에 데와국(현 야마가타현 요네자와시)에서 요네자와번사 이케다 나리아키의 장남으로 태어났다. 루스이를 지낸 아버지의 영향을 받아 요네자와 중학교에서 한학을 배운뒤 도쿄에 가서 고나가이 고하치로가 세운 사숙에 들어가 유학과 한학을 배웠다. 나카조 마사쓰네로부터도 한학을 배웠다.
이후 지인의 권유를 받아 게이오기주쿠 별과에 입학해 1888년 졸업했다. 그후 게이오기주쿠에 대학부가 설립되자 제국대학 입시를 포기하고 1년 반 동안 영국인에게 영어를 배운 뒤 1890년 1월 게이오기주쿠 대학 이재과에 입학했다. 미리 영어를 배운 게 도움이 되어 교수 추천으로 1895년까지 5년간 미국 유학을 갔다 왔다. 귀국 후에는 지지신보사에서 일했으나 3주 만에 관뒀다.

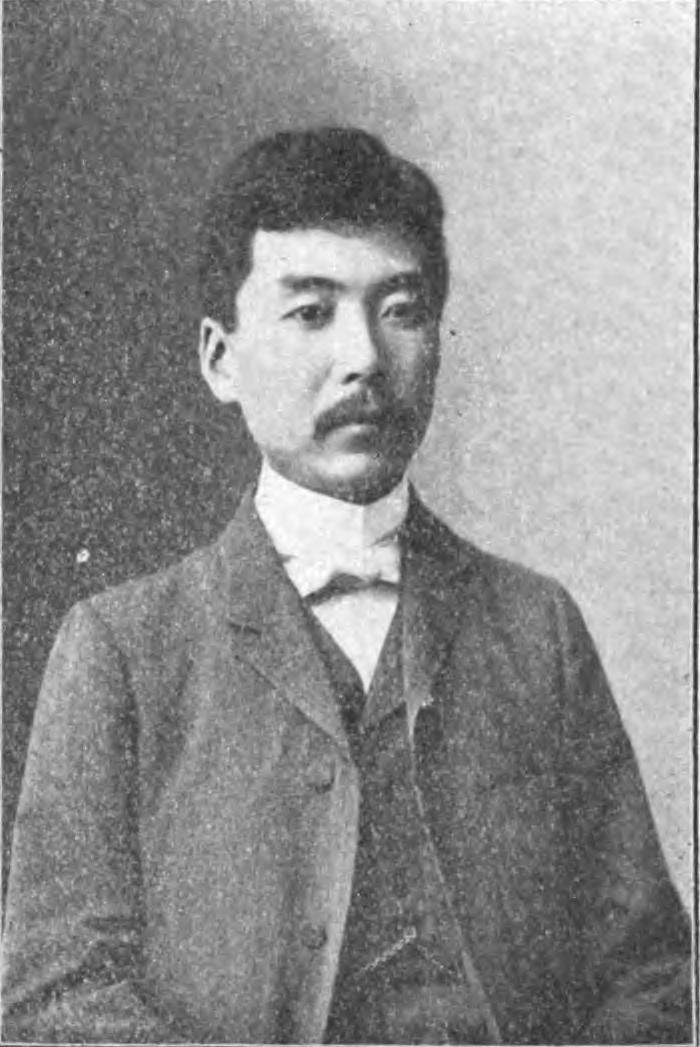
미쓰이 은행에서 근무하던 시절.

1895년 12월 나카미가와 히코지로가 개혁을 단행하고 있던 미쓰이 은행에 입행했다. 조사계에서 근무하다가 오사카 지점 발령을 거쳐 1898년에 은행 업무의 근대화를 공부하기 위해 구미 출장을 가게 되었다. 돌아온 뒤 1900년 본점 영업부 차장이 되었고 1904년엔 영업부장이 되었다. 그리고 미쓰이 재벌의 실력자 나카미가와의 장녀와 결혼했다. 1911년 합명회사였던 미쓰이 은행을 주식회사로 전환하면서 상무이사로 선임됐고 23년간 자리를 지켰다.
이 무렵 대만은행이 스즈키 상점에 대규모 융자를 해주었는데 전후 불황으로 스즈키 상점의 경영이 악화되자 대만은행도 융자를 회수하지 못하게 됐다. 이전부터 대만은행은 경영 위기에 처할 때마다 일본은행과 대장성 예금부로부터 융자를 받아 이를 극복하여 1920년대에는 차입금에 대한 의존도가 심각한 수준에 이르렀었다. 그런 상황에서 스즈키 상점에 대한 융자 회수에 실패하자 경제에 악영향을 미쳐 쇼와 금융공황이 발생하는 하나의 원인을 제공했다. 그리고 스즈키 상점에 대한 융자를 허락해준 이케다도 비판을 받았다.
한편 당시 세계 경제를 덮친 대공황은 독일에서 영국으로까지 퍼져 나가고 있었다. 영국은 금의 수출을 금지했고 국제 경제를 지탱하던 금본위제는 사실상 무너졌다. 이케다의 주장을 받아들여 미쓰이는 요코하마 쇼킨 은행을 통해 미국 달러를 사들이고 있었는데 영국의 금 수출 금지가 일본에도 영향을 미쳐 일본도 같은 조치를 취하게 됐다. 거기에 대장상 이노우에 준노스케가 프라임 레이트를 인상해 금융 긴축을 시도하면서 금융공황은 더 심해졌다. 그리고 달러를 사들이고 있던 미쓰이와 이케다에 대한 비판도 높아졌다. 이에 이케다는 미쓰이가 보유하고 있던 런던의 8,000만 엔 가량의 금을 일본으로 반입하고자 했으나 영국 정부의 허가를 받지 못하자 어쩔 수 없이 달러로 들여온 것이며 그것도 4,324만 엔에 불과하다고 해명하면서도 일본이 금 수출을 허용하고 있을 때 달러를 산 것이 뭐가 나쁘냐며 반박했다. 하지만 일반 대중은 이 행위를 미쓰이의 투기로 인식했고 불황이 나날이 악화되어가는 상황에서 이케다의 반박은 가진 자들의 오만이라며 서민들의 격렬한 반발만 불러일으켰다. 결국 단 다쿠마와 함께 혈맹단의 암살 대상이 되었다. 이케다는 무사할 수 있었지만 단은 1932년 혈맹단에게 사살당했다.
같은 해에 이케다는 미쓰이 합명이사가 되어 미쓰이 재벌의 실질적인 책임자가 되었다. 사실상의 총수가 된 이케다는 우선 여론과 혈맹단 등 우익 단체의 비판을 피하고자 미쓰이 보은회를 설립해 사회 사업에 나섰다. 그리고 미쓰이가를 경영 일선에서 배제하고 주식 공개, 정년제 도입 등의 개혁을 추진했다.
이케다는 자신이 도입한 정년제에 따라 1936년에 미쓰이에서 퇴사한 뒤 다음 해에 일본은행 총재에 취임했다. 하지만 5개월 만에 물러났고 이후 제1차 고노에 내각에서 내각 참의가 되었다. 1938년 5월부터는 대장상 겸 상공상이 되어 외무상 우가키 가즈시게의 외교 정책과 이케다 자신의 재정경제정책에 기반해 고노에 신체제 운동을 이끌었다. 하지만 일본 제국 육군이 폭주하면서 「국가총동원법」을 제정하려 하자 자본의 합리적 이론에 근거해 이에 대항했으나 막지 못했다. 결국 이케다는 고노에 후미마로와 함께 1939년 1월 내각에서 물러났다.
이후 히라누마 기이치로가 총리대신이 되자 대장성 고문, 중앙물가위원장, 북지나개발주식회사 및 중지나진흥회사 창립위원이 되었다. 히라누마 내각이 무너지자 원로 사이온지 긴모치는 이케다를 총리대신 후보로 고려했으나 육군은 아베 노부유키를 후임 총리대신으로 밀어붙여 성사시켰다. 아베가 물러난 다음에도 총리대신 후보로 물망에 올랐지만 역시 육군의 반대로 실현되지 않았다.
1940년 7월 고노에가 다시 총리대신에 취임했다. 이케다와 고노에는 영국과 미국을 바라보는 입장차가 컸다. 고노에는 영국과 미국을 적대시했고 아버지 고노에 아쓰마로의 뜻을 이어받아 대륙 진출에도 적극적이었지만 이케다는 자본주의의 입장에서 영국과 미국을 적대하지 않았던 것이다. 1941년 10월 육군 대장 도조 히데키가 총리대신이 되자 이케다는 추밀원 고문관이 되었지만 친영, 친미적 태도를 가진 이케다는 군사경찰의 감시를 받아야 했다. 친미적 태도를 보이는 이케다를 회유하기 위해 도조는 이케다의 장남의 병역 면제도 제안했으나 이케다는 이를 거절했다.
일본의 항복으로 제2차 세계 대전이 끝난 뒤인 1945년 12월 2일 연합군 최고사령부(GHQ)는 일본 정부에게 이케다를 체포하라는 명령을 내렸다. 이에 이케다는 A급 전범 용의자가 되어 스가모 구치소에 구류됐다. 1946년 5월 석방되었지만 곧 공직 추방을 당했기에 이케다는 가나가와현 오이소정에 내려가 은거했다. 미쓰이에 대한 이케다의 영향력도 완전히 사라졌는데 이케다는 GHQ가 재벌 해체를 추진할 때 적극적으로 협력했다. 하지만 이는 미쓰이가를 위한 것이 아니라 미쓰이 재벌을 보전하기 위한 것이었기에 과거 미쓰이가를 경영 일선에서 배제한 것도 있어 미쓰이가로부터 "은혜를 모른다", "냉혹하다"라는 비난을 받아야 했다.
총리대신 요시다 시게루가 근처에 거주했기에 재정이나 인사 문제에 관해 가끔씩 이케다에게 상담을 하러 왔으며 자신의 비서였던 이즈미야마 산로쿠를 대장상에 천거하기도 했다. 1950년에 장궤양으로 자택에서 사망했다. 향년 83세. 묘소는 도쿄도 분쿄구의 고코쿠지에 있다.

## 이야깃거리
이케다는 굉장히 과묵한 성격으로 알려져 있다. 아버지로부터 엄격한 교육을 받았기 때문인 것으로 알려져 있는데 당사자는 방언이 나오면 곤란해서 그렇다고 말한 적이 있다.
이케다가 와세다 대학을 싫어한 것은 유명한 이야기로 소케이센이 1906년부터 1925년까지 중단된 것도 이케다가 게이오기주쿠 평의회에 참여하고 있었기 때문이었다.
| 전임 후카이 에이고 | 제14대 일본은행 총재 1937년 2월 9일~1937년 7월 27일 | 후임 유키 도요타로 |

| 전임 요시노 신지 | 제16대 상공대신 1938년 5월 26일~1939년 1월 5일 | 후임 핫타 요시아키 |

| 전임 가야 오키노리 | 제38대 대장대신 1938년 5월 26일~1939년 1월 5일 | 후임 이시와타 소타로 |